# بئاتریس اورتیس
بئاتریس اورتیس (اسپانیایی: Beatriz Ortiz‎؛ زادهٔ ۲۱ ژوئن ۱۹۹۵) بازیکن واترپلو زن اهل اسپانیا است.